# Henry Darcy (1840-1926)
Pour les articles homonymes, voir Darcy.
Henry Darcy né le 21 octobre 1840 à Troyes (Aube) et mort le 25 novembre 1926 à Sèvres (Hauts-de-Seine aujourd'hui), est un industriel et un haut fonctionnaire français. 

## Famille
Henry Darcy est le fils du préfet Hugues-Iéna Darcy (1807-1880) qui fut aussi sous-secrétaire d’État au ministère de l’Intérieur. 
Sa mère née Eugénie Vuitry est la sœur d’Adolphe Vuitry (1813-1885) qui fut ministre et la fille de Julien-Marin-Paul Vuitry (1786-1879), ingénieur et homme politique. 
Henry Darcy (1840-1926) est le neveu du célèbre hydraulicien Henry Darcy (1803-1858). 
Il épouse Élisabeth Hely d’Oissel, la fille d’Antoine Pierre Hély d'Oissel (1806-1883), conseiller à la Cour de cassation, puis président de Saint-Gobain.
Son fils Hugues-Henri-Jean Darcy (1868-1906) fut inspecteur des finances, journaliste et auteur de livres d’histoire. Il était marié à Madeleine Franquet de Franqueville, fille du comte Charles Franquet de Franqueville, propriétaire du château de la Muette.

## Biographie
Il naquit à Troyes en 1840 lorsque son père était préfet de l’Aube. Il suit son père dans ses différents postes avant de suivre des études de droit à l’université de Paris. 
Il fait carrière au Conseil d’État sous le Second Empire où il fut successivement 
auditeur au Conseil d’État de deuxième classe le 14 décembre 1863,    
chef du cabinet du ministre-président le Conseil d’État son grand-père maternel Adolphe Vuitry,
maître des requêtes au Conseil d’État.
Révoqué en 1870, il fut, sous l’Ordre moral, préfet des Vosges  (1873), du Pas-de-Calais (1874) et des Alpes-Maritimes (1876) avant d’être à nouveau révoqué après la crise du 16 mai 1877. 
Il se fit alors élire conseiller général de la Côte-d'Or mais ne parvint pas à se faire élire député aux élections législatives de 1889. Il avait été une première fois conseiller général de la Côte-d’Or, du 19 juin 1870 au 15 octobre 1871.
Il embrasse aussi une carrière industrielle après 1877. 
Il a été président de la Compagnie des forges de Châtillon-Commentry et Neuves-Maisons, de la Compagnie des mines de houille de Blanzy, de la Compagnie des mines de Dourges, du Comité central des houillères de France (CCHF), dont il est un des fondateurs, de 1888 à 1925, de la Confédération générale de la production française, de 1919 à 1925, administrateur des Batignolles-Châtillon.

## Publications
Il a publié : 
- La loi sur les caisses de retraites des ouvriers mineurs, 1895 ;
- La question des accidents du travail, 1896[13],[14];
- La loi des accidents du travail devant le Sénat, 1898 ;
- État actuel de la question des accidents du travail en France, 1898 ;

ainsi que : 
- Hugues-Iéna Darcy ;
- Enfances, 1925.

## Distinctions
- Légion d'honneur[15],[4] : 
  - chevalier de la Légion d’honneur le 8 août 1870 (sous le Second Empire) ;
  - officier de la Légion d’honneur le 1er août 1909 ;
  - commandeur de la Légion d’honneur le 14 janvier 1922.